# Baltimore Open 1975
Il Baltimore Open 1975  è stato un torneo di tennis giocato sul sintetico indoor. È stata la 4ª edizione del Baltimore Open, che fa parte del Commercial Union Assurance Grand Prix 1975. Si è giocato a Baltimora negli Stati Uniti, dal 13 al 19 gennaio 1975.

## Campioni

### Singolare
Brian Gottfried ha battuto in finale  Allan Stone con il punteggio di 3–6, 6–2, 6–3

### Doppio
Dick Crealy /  Ray Ruffels hanno battuto in finale  Ismail El Shafei /  Frew McMillan con il punteggio di 6–4, 6–3